# Уикли (округ)
Округ Уикли (англ. Weakley County) располагается в штате Теннесси, США. Официально образован 21 октября 1823 года. По состоянию на 2010 год, численность населения составляла 35 021 человек.

## География
По данным Бюро переписи США, общая площадь округа равняется 1507,382 км2, из которых 1502,202 км2 — суша, и 3,626 км2, или 0,280 % — это водоёмы.

## Население
По данным переписи населения 2000 года в округе проживает 34 895 жителей в составе 13 599 домашних хозяйств и 9124 семьи. Плотность населения составляет 23,00 человека на км2. На территории округа насчитывается 14 928 жилых строений, при плотности застройки около 10,00-ти строений на км2. Расовый состав населения: белые — 90,27 %, афроамериканцы — 6,95 %, коренные американцы (индейцы) — 0,15 %, азиаты — 1,32 %, гавайцы — 0,01 %, представители других рас — 0,52 %, представители двух или более рас — 0,78 %. Испаноязычные составляли 1,15 % населения независимо от расы.
В составе 29,40 % из общего числа домашних хозяйств проживают дети в возрасте до 18 лет, 54,20 % домашних хозяйств представляют собой супружеские пары, проживающие вместе, 9,50 % домашних хозяйств представляют собой одиноких женщин без супруга, 32,90 % домашних хозяйств не имеют отношения к семьям, 27,00 % домашних хозяйств состоят из одного человека, 11,50 % домашних хозяйств состоят из престарелых (65 лет и старше), проживающих в одиночестве. Средний размер домашнего хозяйства составляет 2,38 человека, и средний размер семьи — 2,89 человека.
Возрастной состав округа: 0,00 % — моложе 18 лет, 0,00 % — от 18 до 24, 0,00 % — от 25 до 44, 0,00 % — от 45 до 64, и 0,00 % — от 65 и старше. Средний возраст жителя округа — 35 лет. На каждые 100 женщин приходится 94,20 мужчин. На каждые 100 женщин старше 18 лет приходится 91,10 мужчин.
Средний доход на домохозяйство в округе составлял 30 008 USD, на семью — 38 658 USD. Среднестатистический заработок мужчины был 28 597 USD против 20 845 USD для женщины. Доход на душу населения составлял 15 408 USD. Около 11,10 % семей и 16,00 % общего населения находились ниже черты бедности, в том числе — 16,80 % молодежи (тех, кому ещё не исполнилось 18 лет) и 16,20 % тех, кому было уже больше 65 лет.